# Alfaview
alfaview ist eine Software für Videokonferenzen, spezialisiert auf virtuelle Online-Meetings, Seminare, Unterrichtseinheiten und Konferenzen. Sie wurde in Deutschland entwickelt.
Es werden Anbieterangaben zufolge ausschließlich ISO 27001-zertifizierte Rechenzentren in Deutschland genutzt, die Daten werden nach aktuellen Empfehlungen des Bundesamtes für Sicherheit in der Informationstechnik TLS verschlüsselt.

## Geschichte
Die Ursprünge von alfaview liegen im Jahr 2010. Das Bildungsunternehmen alfatraining Bildungszentrum GmbH hatte damals einen ersten Prototyp von alfaview zur Qualifizierung von Fachkräften für alle bundesweiten Schulungen zur Verfügung gestellt. Seit 2016 wird das Produkt auch kommerziell als Software-as-a-Service vertrieben.

## Funktionen
In den Live-Konferenzräumen von alfaview können über 500 Personen mit Video und Audio vernetzt übertragen werden. Der Zuschauermodus ermöglicht die gleichzeitige Teilnahme von 1200 Personen. Funktionen des Videokonferenzsystems sind u. a. Textnachrichten, Whiteboards, Umfragen, Breakout Rooms, Screen-Sharing, Live-Transkription und deren Live-Übersetzung, sowie einen digitalen Dolmetscher. Ebenso können Simultandolmetscher eingesetzt werden. Innerhalb der virtuellen Räume können beliebig vielen Benutzern Moderatorenrechte eingeräumt werden.
Die Videokonferenzsoftware kann von privaten Nutzern kostenfrei heruntergeladen werden. Unternehmen können sie für die interne und externe Kommunikation kostenpflichtig erwerben und je nach Unternehmensbedarf konfigurieren. Daneben werden Tarife für Non-Profit-Organisationen, Hochschulen, Schulen und Projekte im Eventbereich angeboten.

## Datenschutz
Die Videokonferenzplattform alfaview wurde von der Berliner Beauftragten für Datenschutz und Informationsfreiheit für ihre DSGVO-Konformität ausgezeichnet und wird vom Landesbeauftragten für Datenschutz und Informationsfreiheit Baden-Württemberg in seiner Orientierungshilfe aufgelistet. alfaview erhielt darüber hinaus die Siegel des Bundesverbands IT-Mittelstand e. V. (BITMi) “Software Hosted in Germany” und „Software Made in Germany“, sowie das Gütesiegel „fair.digital“. Die für die Bereitstellung der Videokonferenzplattform genutzten Server stehen in Deutschland oder der Europäischen Union. Es werden ausschließlich ISO 27001-zertifizierte Rechenzentren genutzt, die Daten werden nach aktuellen BSI-Standards verschlüsselt (TLS).

## Verbreitung
Neben der Nutzung der Software von Privatanwendern und Wirtschaftsunternehmen wird alfaview in Bildungseinrichtungen verwendet. Derzeit nutzen über 20.000 Institutionen mit über einer Million Nutzer die Software. Mehrere Universitäten, Hochschulen und Schulen nutzen das Videokonferenzsystem, um ihre Lehrangebote digital in virtuellen Hörsäle abzuhalten Beispiele sind u. a. Hochschule Pforzheim, Karlsruher Institut für Technologie (KIT), Universität Stuttgart, Hochschule der Medien Stuttgart (HdM), DHBW Karlsruhe, DHBW Ravensburg und die Hochschule Furtwangen. alfaview wird auch an Schulen genutzt.
Öffentliche und politische Einrichtungen wie der Thüringer Landtag und das Ministerium für Wissenschaft, Forschung und Kunst Baden-Württemberg nutzen ebenfalls die Software.
Ebenso wird das Videokonferenzsystem bei verschiedenen Handwerkskammern in Deutschland genutzt, beispielsweise um die Meisterprüfung digital abzulegen. Das Bundesfinale des Businessplan- und Planspiel-Wettbewerbs Jugend gründet 2020 wurde im Live-Stream über die Software abgehalten.
Neben den Landeszentralen für politische Bildung nutzen auch verschiedene Gemeinden in Deutschland, darunter die Stadt Karlsruhe, die Stadt Gütersloh oder der Landkreis Oder-Spree die Software.
Die SAP Deutschland SE bietet eigene Schulungen über alfaview an, die sogenannte SAP Live Class. Im Jahr 2018 wurde die SAP Live Class mit alfaview von der Brandon Hall Group mit dem Silver Award in der Kategorie „Best Advance in Technology for Virtual-Classroom or Conferencing Technology“ ausgezeichnet.
Des Weiteren wird alfaview als Tool für digitale Messen und virtuelle Veranstaltungen genutzt. So wurde beispielsweise die internationale Fachmesse INTERGEO und die Veranstaltung Forum Bildung Digitalisierung virtuell mit alfaview durchgeführt.
Ausgelöst durch die weltweiten Reisebeschränkungen mit dem Ausbruch der Corona-Pandemie werden auch internationale wissenschaftliche Kongresse (mit vielen hundert bis hin zu wenigen tausend Teilnehmern) zunehmend digital angeboten.
Seit 2020 wird die jährlich stattfindende wissenschaftliche Veranstaltung nanotexnology mittels alfaview abgehalten.
Im Zusammenhang mit der COVID-19-Pandemie hat das Unternehmen in Zusammenarbeit mit dem Karlsruher Sandkorn-Theater ein virtuelles Theaterstück über den virtuellen Meetingraum umgesetzt.
Darüber hinaus wird alfaview in Studioproduktionen und bei Bundesligaspielen verwendet, um ein Publikum virtuell in die Veranstaltung einzubinden. Im Mai 2021 wurden erstmals in der Finalshow von Germany’s Next Topmodel mit Heidi Klum 500 Zuschauer virtuell via alfaview über eine Videowand ins Studio geschaltet. Im Februar 2021 wurden über 100 Fans beim Handball-Bundesliga-Spiel der Berliner Füchse gegen die Rhein-Neckar-Löwen live auf LED-Bildschirmen ins Stadion gebracht.